# ソルジャーブレイド
『ソルジャーブレイド』は、1992年7月10日に日本のハドソンから発売されたPCエンジン用縦スクロールシューティングゲーム。
同社の『ソルジャーシリーズ』の第4作目。自機である「ソルジャーブレイド」を操作し、外宇宙異生命体による「ゼオグラード軍」を倒して地球を救出する事を目的としている。ゲーム内容はオーソドックスな縦スクロールシューティングゲームで、3種類のウエポンとボムが用意されており、ウエポンは連射スピードを調節する事ができるようになっている。
本作ではハドソン自身が第1作以来の開発を行い、プロデューサーはファミリーコンピュータ用ソフト『ボンバーマンII』（1991年）を手掛けた藤原茂樹が担当、ディレクターはファミリーコンピュータ用ソフト『ヘクター'87』（1987年）にてプログラムを手掛けたチャーリー中田が担当、音楽はPCエンジン用ソフト『スーパースターソルジャー』（1990年）を手掛けた星恵太が担当、パッケージイラストはイラストレーターの開田裕治が担当している。
2006年にWindows用ソフトとしてi-revoにて配信された他、2007年にはWii用ソフトとしてバーチャルコンソールにて配信、2009年にはPlayStation 3およびPlayStation Portable用ソフトとしてPCエンジンアーカイブスにて配信、2014年にはWii U用ソフトとしてバーチャルコンソールにて配信された。それ以外にもPlayStation Portable用ソフト『PC Engine Best Collection ソルジャーコレクション』（2008年）に収録された。
PCエンジン用としてはシリーズ最後の作品となり、後に本作の世界観を踏襲したNINTENDO 64用ソフト『スターソルジャー バニシングアース』（1998年）が発売された。

## 概要
第8回全国キャラバン公式認定ソフト。HuCARDとしては、記念すべき50作品目である。同社から発売されたファミリーコンピュータ用ソフト『スターフォース』（1985年）から続くシリーズの第5作目となる。
通常の全7ステージのノーマルモードの他、キャラバンシリーズ恒例の2分間と5分間のスコアアタックモードも収録。ハドソンのキャラバンシリーズの系譜を受け継いだ内容で、従来のシリーズと比較して基本システムやゲーム内容には大きな変化はないものの、爽快感や演出面が大幅に強化されておりテンポ良くゲームは進む。難易度は2段階から選択できる。今作ではソフト連射が標準装備されている。
2012年に20周年を記念し、本作の資料集がダウンロード販売された。

## ゲーム内容

### パワーアップシステム
パワーアップは基本の赤、青、緑の3種類のウェポン（それぞれ3段階まで強化）、これらウェポンにオプションが付随しボム攻撃が加わる。スピードはHIGHとLOWの2段階の切り替えのみ。
パワーアップを1つでも取れば敵弾を吸収するガンボディ（オプション）が1体付き、取得毎に画面下部のゲージに3つまでスーパーシェル（ボム）がストックされる。ボムはオプションを消費して使用中のウェポンの属性に応じた強力な攻撃が可能で、スコア下のゲージが無くなるまでの間は自機は無敵状態となる。使用すると直前に取った色の属性のウェポンに変わる。最大パワーアップ状態でも補充可能であり、使用後のパワーアップに直結したシステムなため、ボムの使いどころには戦略性が増した。
赤（ブラスターショット）
通常のショットでゲーム開始時のデフォルトの装備。またスコアアタックではこのブラスターショットのみを使用する。
スターソルジャーのショットと同様で、パワーアップにより後方にも発射する。
ボムはオプションが炎をまとい敵を追尾して体当たりして攻撃。
青（レーザー）
青色の高速レーザービーム。パワーアップするとレーザーの幅が太くなり3方向へ攻撃可能(左右は交互に放射)。
ボムは前方に極太レーザーを発射して攻撃。
緑（ウェーブ）
ショットの横幅が広い緑色のウェーブ状のショット。パワーアップで2→3方向へ拡散する。
ボムは常に移動しつつ敵を追尾しながら円形の爆風を発生させる攻撃。赤版と違い、敵には張りつかない。

## ストーリー
21世紀、科学の進歩により文明はめざましく発達した。その一方、地球の資源は枯渇し、人々はその補給源を宇宙に求め、人類初のワープ装置「バイアスドライブ」（超高速推進器）の発明により、外宇宙への探査「スターライトプラン」が開始された。宇宙機動艦隊6部隊、約5000人の人員に及ぶ「外宇宙資源探査船団」が結成され探査が開始されたが、開始から4か月後、船団との連絡が突如途絶えた。地球政府の必死の捜索もむなしく、原因が解明されることはなかった。
3年の月日が流れたある日、外宇宙資源探査船団が突如地球に帰還したが、彼らは外宇宙異生命体に侵食され、「ゼオグラード軍」を名乗り地球政府に反旗を翻した。突然の異生命体の侵略に、地球政府軍は為す術もなかった。
探査船団が消息不明となった直後からこの事態を予測し対処すべく、研究を続けていた一人の科学者がいる。彼の名は「ジョン・ハワード」。来るべき宇宙時代に異星人襲来を予測して研究された超小型バイアスドライブを装備した重戦闘機「ソルジャーブレイド」を開発し学会に発表した。しかし彼の意見は駆逐され学会追放となり、現在軍所属の「SIAチーム」へ左遷されてしまった。
Special Interception Airforce（特別迎撃空軍）通称SIAと名付けられたこのチームは一見聞こえがよく、超一流な腕前を持つ隊員たちが揃っているが、実状は現社会体制からドロップアウトした落ちこぼれ部隊である。
地球政府軍が壊滅状態にある今、SIAはゼオグラード軍を全滅させるため、ソルジャーブレイドに乗り込み出動した。

## 他機種版
| No. | タイトル                                         | 発売日                                   | 対応機種                                                    | 開発元   | 発売元   | メディア                                | 型式       | 備考                                                                                   |
| --- | ------------------------------------------------ | ---------------------------------------- | ----------------------------------------------------------- | -------- | -------- | --------------------------------------- | ---------- | -------------------------------------------------------------------------------------- |
| 1   | ソルジャー・ブレイド                             | 2006年9月15日                            | Windows                                                     | ハドソン | アイレボ | ダウンロード (i-revo)                   | -          |                                                                                        |
| 2   | ソルジャーブレイド                               | 2007年1月30日 2007年1月8日 2007年1月26日 | Wii                                                         | ハドソン | ハドソン | ダウンロード （バーチャルコンソール）   | -          |                                                                                        |
| 3   | PC Engine Best Collection ソルジャーコレクション | 2008年9月25日                            | PlayStation Portable                                        | ハドソン | ハドソン | UMD                                     | ULJM-05377 | 『スーパースターソルジャー』、『ファイナルソルジャー』、『スターパロジャー』と同時収録 |
| 4   | ソルジャーブレイド                               | 2009年2月17日 2011年6月7日               | PlayStation 3 PlayStation Portable (PlayStation Network)    | ハドソン | ハドソン | ダウンロード （PCエンジンアーカイブス） | -          |                                                                                        |
| 5   | PC Engine GameBox                                | - INT 2010-12-20                         | iPhone iPod touch (iOS)                                     | ハドソン | ハドソン | ダウンロード                            | -          |                                                                                        |
| 6   | ソルジャーブレイド                               | 2014年9月24日 2017年8月10日              | Wii U                                                       | ハドソン | KDE      | ダウンロード （バーチャルコンソール）   | -          |                                                                                        |
| 7   | Soldier Blade                                    | 2020年3月19日                            | PCエンジン mini TurboGrafx-16 mini PC Engine CoreGrafx mini | ハドソン | KDE      | プリインストール                        | -          | 販売地域を問わず北米版（TurboGrafx-16版）を収録。                                      |

Windows(i-revo)版
- プレイするにはダウンロード版を購入するか、複数の定額プランを申し込む必要がある。

Wii（バーチャルコンソール）版
PlayStation 3、PlayStation Portable（ゲームアーカイブス）版
PlayStation Portable版『PC Engine Best Collection ソルジャーコレクション』
- PCエンジン用シューティングゲーム3作品と共に収録。

iPHONE、iPod touch版『PC Engine GameBox』
- iOS用ソフト。PCエンジン用ゲーム16作品と共に収録。

Wii U（バーチャルコンソール）版

## 開発
- 企画当初のタイトルは『ソニックブラスター F-92』だったが、後に営業部門から「タイトルにソルジャーを入れる」や「最初のステージを宇宙とする」等の要望を受け『ソルジャーシリーズ』に組み入れられた[8]。
- 『ソルジャーシリーズ』としての開発方向性が決定した後、暫くの間は開発コードが『ひげソルジャー』とダジャレ呼称になっていた時期があり、その鋭い刃のイメージから現タイトルが発想された[9]。
- 開発中は6メガビットで制作されていたが、最終的には4メガビットに縮小され、BGMやキャラバンステージ・デザイン等の見直しを余儀無くされた。
- ゲーム本編の各所には、他社作『トライゴン』や『武者アレスタ』で印象的だった演出が取り入れられており、それら制作者へ向けられたリスペクトであったと、後に公にされている[9]。
- 本作制作終了後は『ナイツオブファイツ』と言う、同一スタッフによる同種シューティングゲーム企画が立てられたが、格ゲーブームの到来で収益が見込めないと中止になり、スタッフの大半はイースIVの開発等へ移行した。

## スタッフ
- ディレクション：チャーリー中田（中田伸一）
- ゲーム・デザイン：UKIUKI URIBO（瓜田智昭）
- システム・プログラミング：青山光（青山公士）
- エネミー・キャラクター・プログラミング：チャーリー中田
- グラフィック・エフェクト・プログラミング：青山光
- アート・ディレクション：UKIUKI URIBO
- メカニカル・アート：土江達也（DOH250R[10]）
- グラフィック・デザイン：UKIUKI URIBO、土江達也、興膳有基徳、RURURIRA HIDEBO（山口英樹/るら坊）、角谷篤志、KUBOQ（久保久）
- オリジナル・スコア：星恵太、谷藤真紀子
- サウンド・エフェクト：星恵太
- サウンド・システム・プログラミング：LU.岩渕（岩渕貴幸）
- スペシャル・ボイス・エフェクト：NIMAI C. MALLE[11]
- スペシャル・サンクス：FUTOFUTO佐藤（佐藤昭洋）、HECTOR小山（小山俊典[12]）、MANGA、井上雅明、和気正則、MCCOL岩田（岩田吉弘）、三上哲、若林哲也、安部利也、TEAM YOUNG POWER
- プロダクション・マネージメント：藤原茂樹
- スーパーバイザー：TATSUJIN KAWADA（川田忠之）
- パッケージ・イラストレーション：開田裕治

## 評価
- ゲーム誌『ファミコン通信』の「クロスレビュー」では8・7・7・5の合計27点（満40点）[15]、『月刊PCエンジン』では85・80・80・80・85の平均82点（満100点）、『マル勝PCエンジン』では7・8・7・6の合計28点（満40点）、『PC Engine FAN』の読者投票による「ゲーム通信簿」での評価は以下の通りとなっており、23.95点（満30点）となっている[1]。また、この得点はPCエンジン全ソフトの中で43位（485本中、1993年時点）となっている[1]。

| 項目 | キャラクタ | 音楽 | 操作性 | 熱中度 | お買得度 | オリジナリティ | 総合  |
| 得点 | 3.92       | 4.27 | 4.29   | 4.15   | 3.90     | 3.42           | 23.95 |

- ゲーム本『懐かしゲーム機大百科 PCエンジン完全ガイド 1987-1999』では、硬派なイメージのデザインや適切な難易度のゲームバランスの良さ、演出面への強いこだわりなどから根強いファンが存在する事を指摘、前作『ファイナルソルジャー』（1991年）よりも高い評価を受ける事が多いと称賛した[2]。